# OV-chipkaart

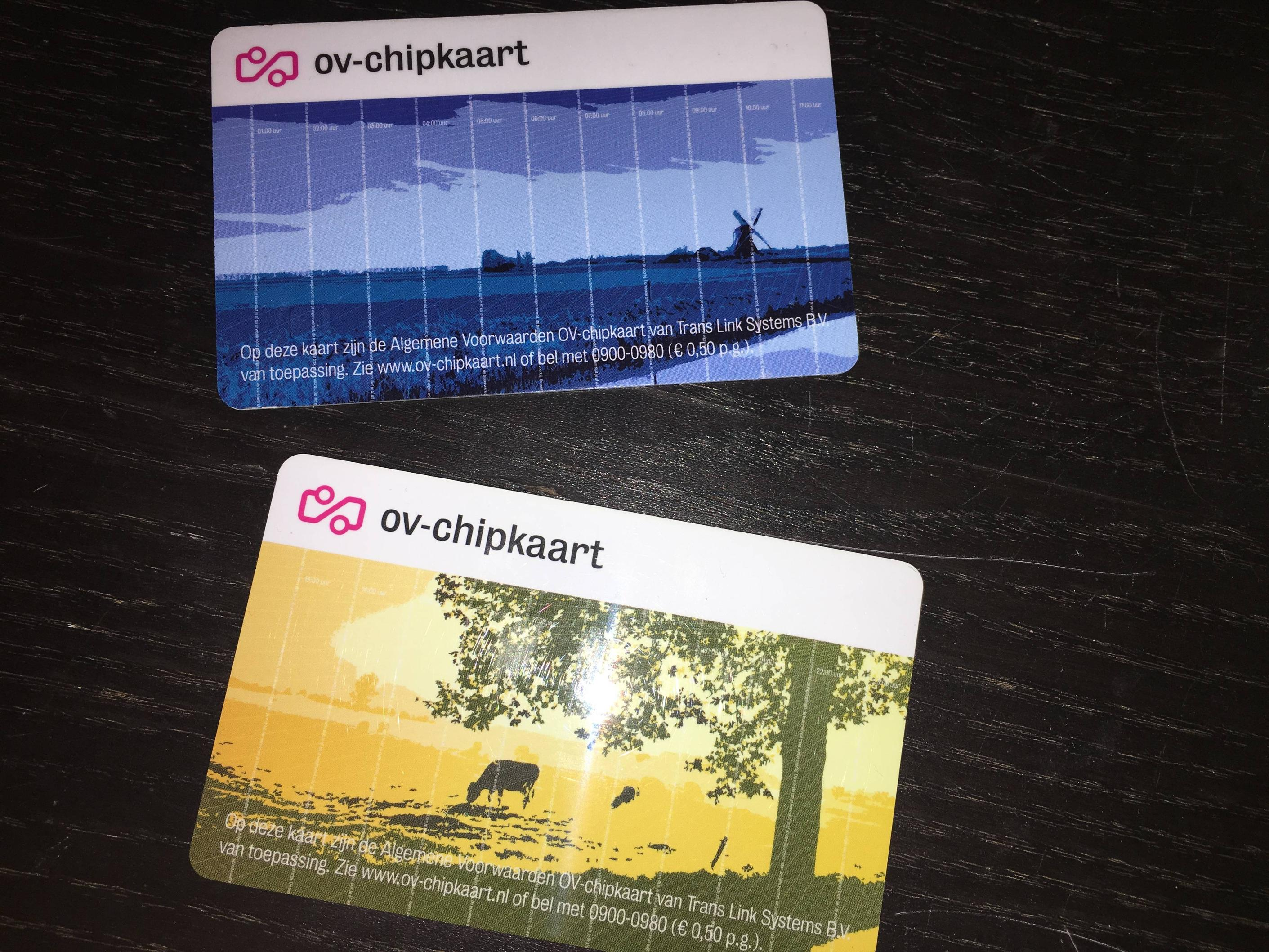
Dwie karty

OV-chipkaart – zbliżeniowa karta płatnicza pozwalająca uiszczać opłaty za przejazdy w publicznych środkach transportu (nid. openbaar vervoer) w Holandii. Dotyczy to przejazdów publicznymi środkami transportu takimi jak: tramwaj, autobus, metro i kolej na trasach przejazdu wewnątrz Holandii. Karta współpracuje z jednolitym systemem rozliczeniowym na terenie całej Holandii. Karta wygląda i ma rozmiary jak standardowa bankowa karta płatnicza, ale jest akceptowana tylko przez czytniki oznaczone „OV-chipkaart”. Karta jest typu pre paid, to znaczy, że najpierw trzeba ją doładować określoną kwotą. Służą do tego specjalne automaty lub internetowe zlecenie bankowe.

## Rodzaje kart
W użyciu są trzy rodzaje kart:
- karta anonimowa[2] – za jednorazową opłatą można ją zakupić w punktach sprzedaży znajdujących się w sklepach sieci AH[3], placówkach pocztowych, na dworcach itp. Następnie po doładowaniu w automacie można jej używać do uiszczania opłat za przejazdy w zakresie salda. Po wyczerpaniu salda lub przy saldzie zbyt małym do opłacenia kolejnej podróży trzeba ją ponownie doładować. Nie można jej używać dla opłacania przejazdów koleją.
- karta rejestrowana – kartę anonimową można zarejestrować w centralnym systemie rozliczeniowym przez internet lub aplikację podając numer konta bankowego dla możliwości opłacania większych kwot i podróżowania koleją, tak aby ujemne saldo zostało pokryte[4].
- karta spersonalizowana – karta imienna połączona z kontem bankowym właściciela[5]. W przypadku salda zbliżającego się do zera lub ujemnego następuje automatyczne przelanie środków z konta bankowego na konto karty. Na karcie jest umieszczona fotografia właściciela, jego imię i nazwisko. Może jej używać tylko właściciel.

## Pobranie opłat
W każdym autobusie i tramwaju w pobliżu wejścia/wyjścia znajdują się czytniki OV-chipkaart. Przy wejściu należy zbliżyć kartę do czytnika aby zarejestrować wejście. Na ekranie czytnika pojawią się pobrana opłata i aktualne saldo karty. W tym momencie zostaje pobrana opłata wstępna, depozyt w wysokości 4 euro. Przy wysiadaniu ponownie należy zbliżyć kartę do czytnika, który odnotowuje opuszczenie pojazdu. Na ekranie pojawia się pobrana oplata za przejazd i aktualne saldo. Rożnica pomiędzy pobranym depozytem przy wejściu a opłatą za przejazd zostaje dodana do salda karty.
Podróżni podróżujący metrem lub pociągiem muszą zarejestrować rozpoczęcie podróży wcześniej gdyż w metrze i pociągu nie ma czytników OV-chipkaart - czytniki znajdują się przy wejściu na peron. Po przekroczeniu bramki z czytnikiem centralny system odnotowuje rozpoczęcie podróży, a z salda karty pobierany jest depozyt w wysokości 20 euro. Po zakończanej podróży, na peronie należy zbliżyć kartę do czytnika odnotowując zakończenie korzystania z transportu. Różnica pomiędzy pobranym depozytem przy wejściu a opłatą za przejazd zostaje dodana do salda. W przypadku salda ujemnego niedobór zostanie pokryty z konta bankowego.

## Przesiadki
Podróż może być przerwana na nie dłużej niż 35 minut. Ponowne zarejestrowanie wejścia do kolejnego środka transportu przed upływem tego okresu jest traktowane jako przesiadka. Późniejsze zarejestrowanie wejścia jest traktowane jako nowa podróż. Podróż można łączyć różnymi środkami transportu.

## Kontrolowanie opłat
Każda karta ma swój indywidualny numer i można kontrolować uiszczone opłaty i ewentualnie zgłaszać reklamacje przez stronę internetową lub aplikację mobilną. Dla zapominalskich, którzy nie zbliżyli karty do czytnika w czasie wyjścia jest specjalna aplikacja, na której można zgłosić wyjście, lecz nie później niż 1,5 godziny po zakończeniu podróży. Gdy zapomni się zgłosić zakończenie podróży, zastaw pobrany na wejściu zostaje zaliczony jako opłata przejazdu. Szacuje się, że zapominalscy nadpłacili za przejazdy w Holandii, ogółem w roku 2017, ponad 16 milionów euro. Kwota ta została przeznaczona na darmowe przejazdy grupowe dla dzieci i młodzieży szkolnej.

## Bilety papierowe
System OV-chipkaart prawie całkowicie wyeliminował z użycia bilety papierowe. W autobusach i tramwajach są zainstalowane automaty do sprzedaży biletów jednorazowych i dobowych, ale ceny ich znacznie przewyższają opłaty pobierane przy użyciu OV-chipkaart. Korzystają z nich w większości zagraniczni turyści. Na dworcach kolejowych również zainstalowane są automaty biletowe. Opłata w tym przypadku jest równa opłacie pobieranej z OV-chipkaat.

## Historia
OV-chipkaart system po raz pierwszy został wprowadzony w metrze w Rotterdamie w 2005 roku, a następnie był stopniowo wprowadzany w innych rejonach i środkach transportu publicznego. W roku 2011 zastąpił krajowy system papierowych „strippenkaart” (pol. papierowe bilety strefowe), a tradycyjne papierowe bilety kolejowe w roku 2014. System jest powszechnie dostępny na terenie całej Holandii i na niektórych połączeniach lokalnych zagranicznych z Belgią i Niemcami.

## Galeria

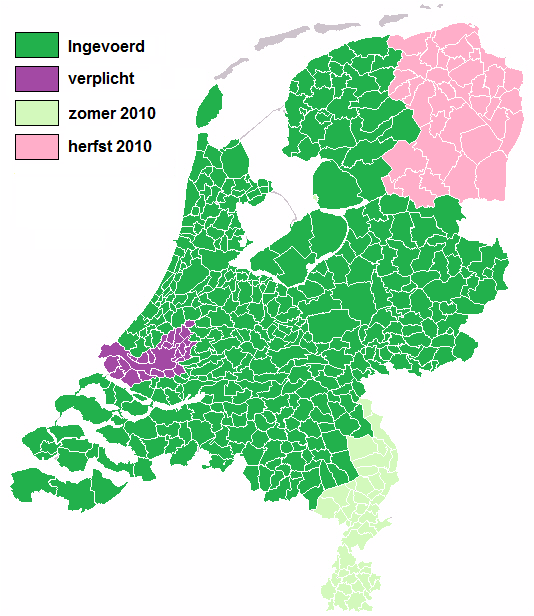
Zasięg OV-chipkaart w Holandii
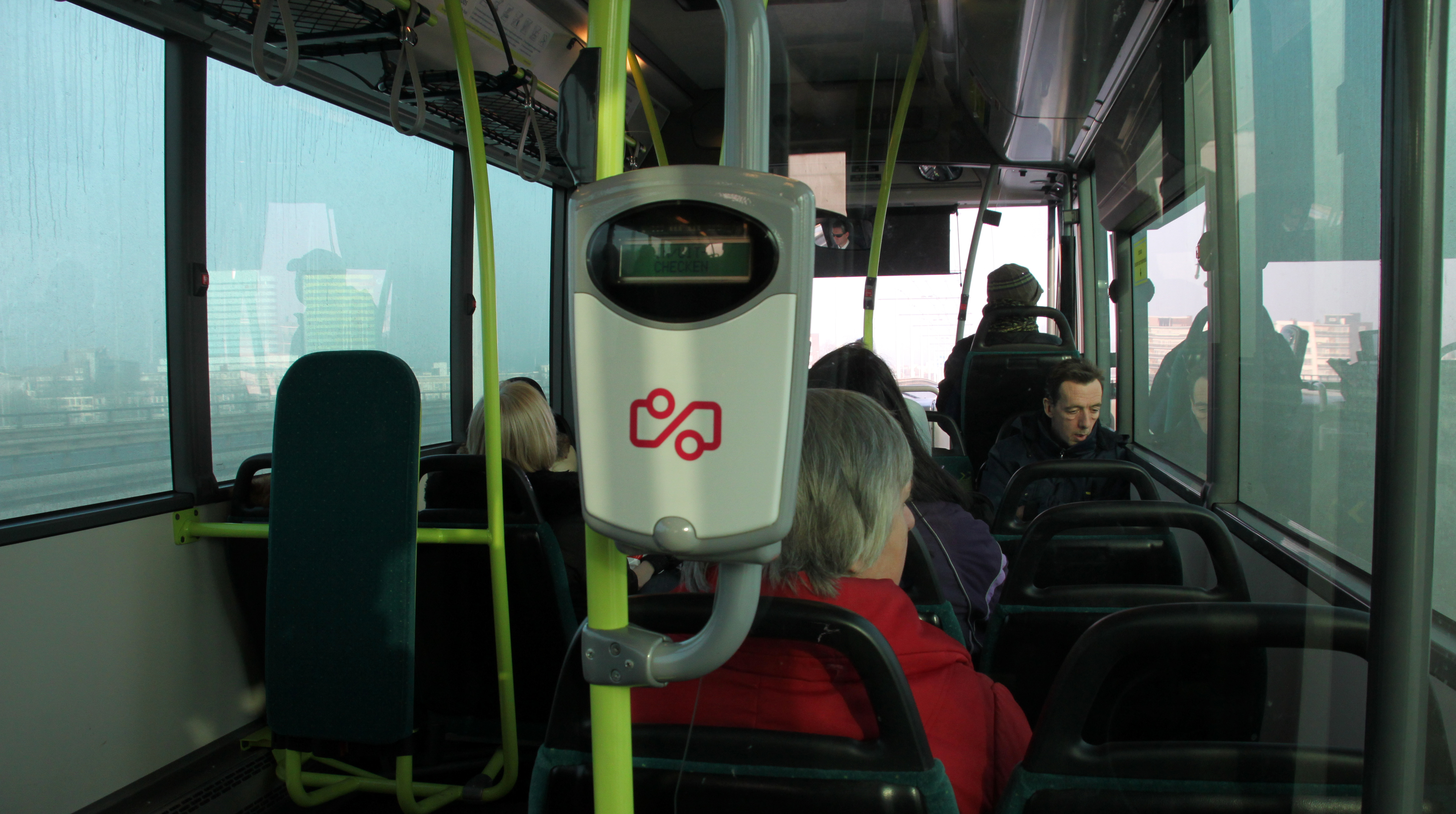
Czytnik OV-chipkaat w autobusie
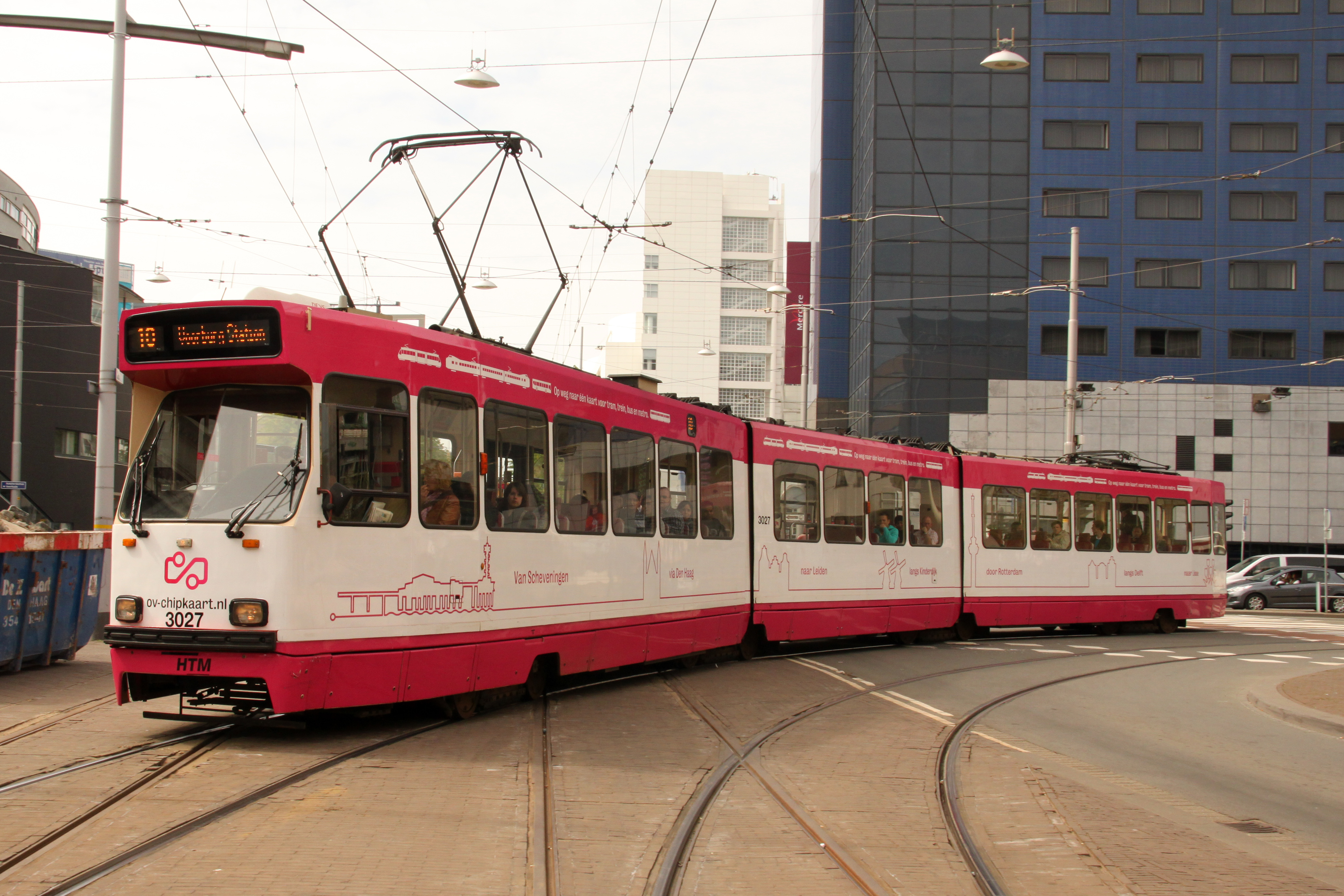
Tramwaj reklamujący OV-chipkaart
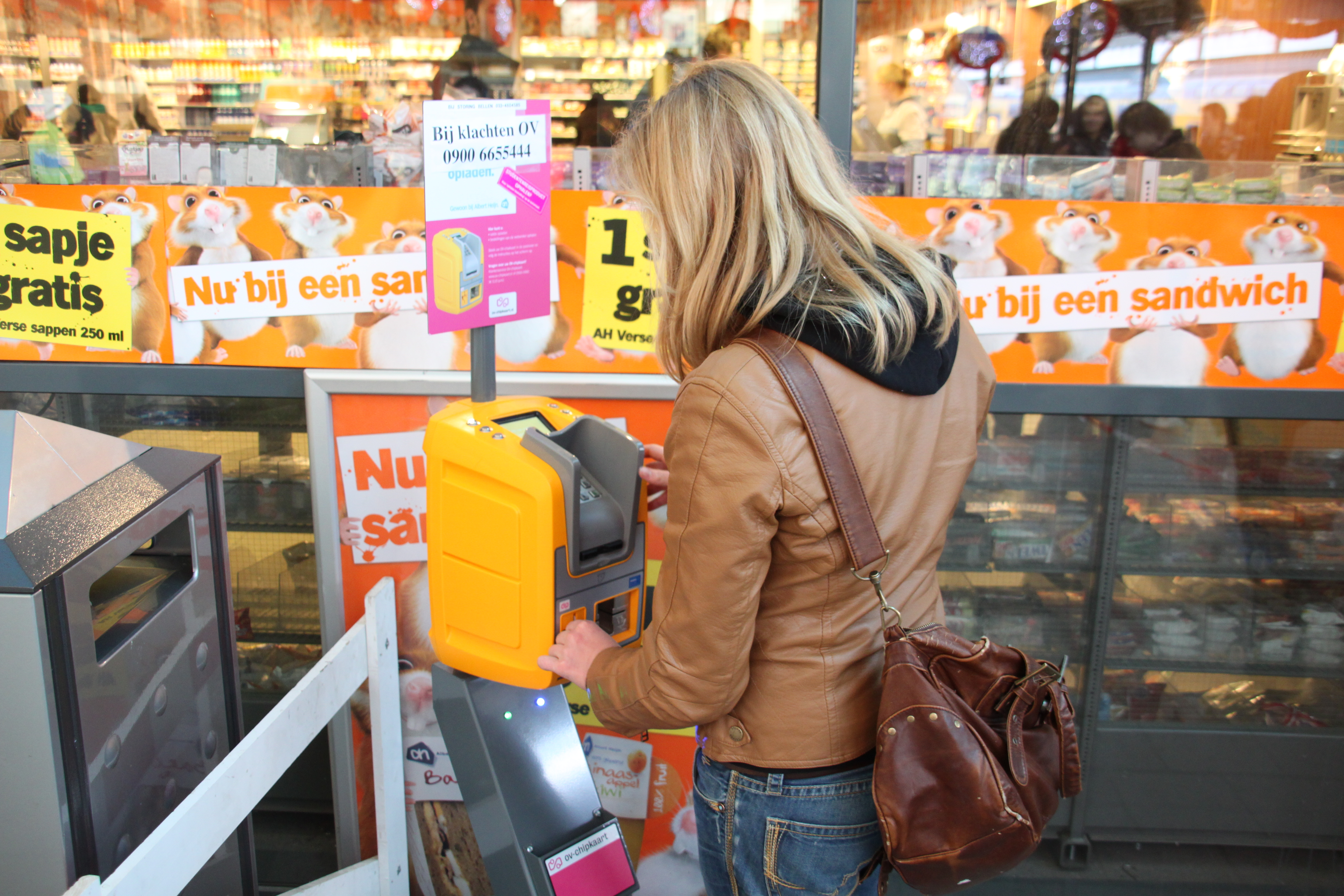
Automat doładowania OV-chipkaart
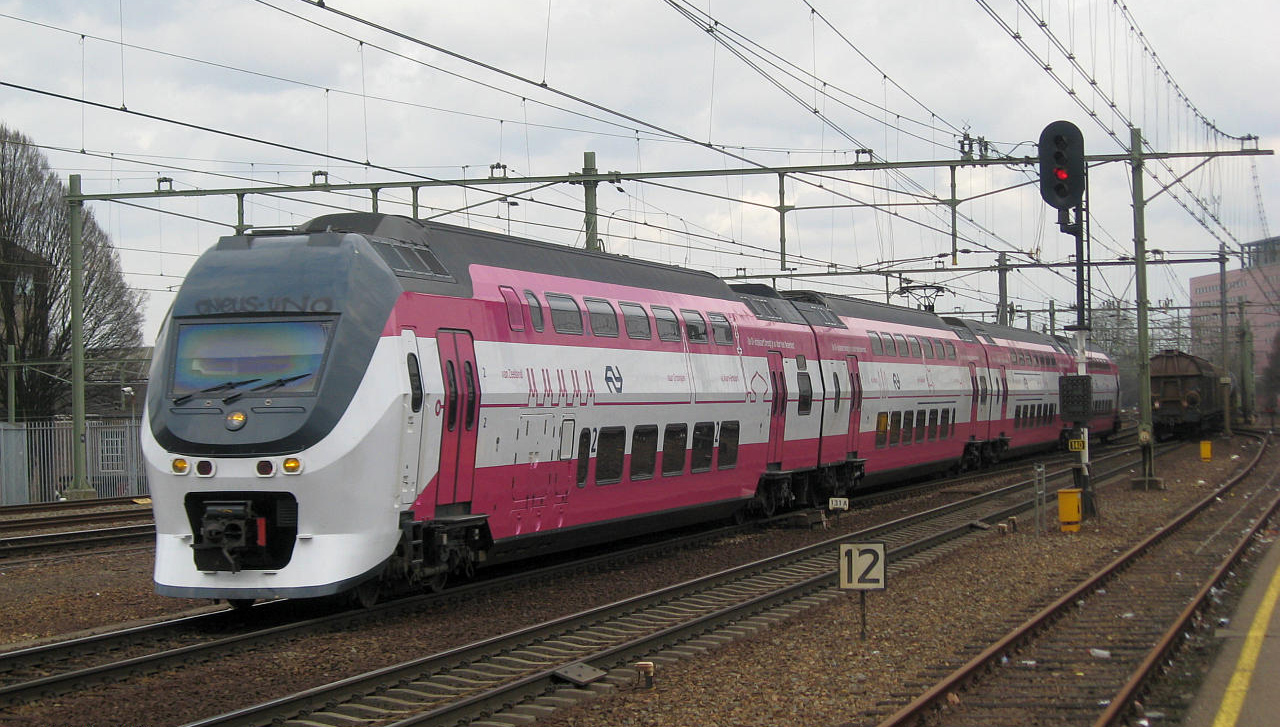
Pociąg reklamujący OV-chipkaart
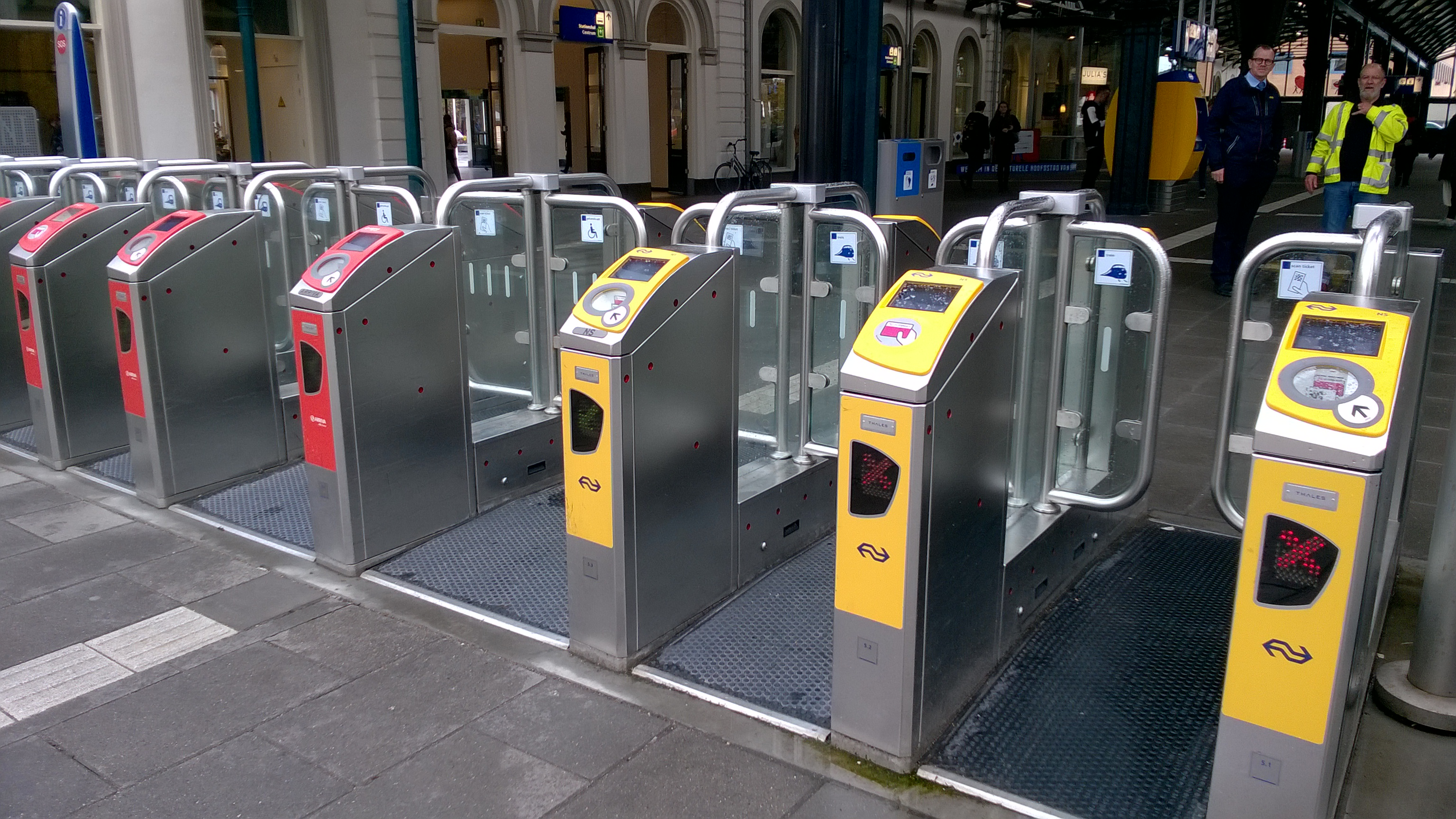
Czytniki OV-chipkaart na stacji Leeuwarden Central